# Sarothrias crowsoni
Sarothrias crowsoni är en skalbaggsart som beskrevs av Ivan Löbl och Burckhardt 1988. Sarothrias crowsoni ingår i släktet Sarothrias och familjen Jacobsoniidae. Inga underarter finns listade i Catalogue of Life.